# Paul Rusesabagina
Paul Rusesabagina (Murama, Kigali; 15 de junio de 1954) es un escritor y empresario ruandés que ejerció como el asistente de dirección del Hotel des Mille Collines, y con anterioridad como gerente del Hotel des Diplomates, ambos situados en Kigali (Ruanda). En 1994, durante el genocidio de Ruanda, Rusesabagina utilizó su influencia y contactos como gerente provisional del Hotel des Mille Collines para proteger a unas mil doscientas sesenta y ocho personas, entre tutsis y hutus moderados, de las masacres perpetradas por las milicias Interahamwe. Posteriormente, Rusesabagina alcanzó la fama mundial cuando sus acciones fueron relatadas en la película Hotel Rwanda (2004).

## Biografía

### Primeros años
Paul Rusesabagina, nació el 15 de junio de 1954 en la localidad de Murama, un pueblo cercano a la capital del país, Kigali, que actualmente ya pertenece a la propia ciudad. El origen étnico de sus progenitores era desemejante, siendo su padre Hutu y su madre, en cambio, Tutsi. Debido a que en Ruanda la descendencia está determinada por un sistema patrilineal, la condición de Rusesabagina se manifestó a modo de Hutu. Su padre ejercía el oficio de granjero y su madre se encontraba laboralmente muy cercana a su marido, ayudándolo en sus quehaceres. El entorno laboral de sus padres hizo que el joven Paul rodeado de naturaleza, en una casa alejada del pueblo, cimentada en materiales tan frágiles y precarios como el barro y numerosos palos. Creció junto a sus nueve hermanos, y fue educado en la escuela de la Iglesia Adventista del Séptimo Día, aprendiendo en su estancia idiomas como el inglés y el francés, además de poseer como lengua materna el kinyarwanda (lengua bantú de la familia nigero-congolesa, la más hablada en Ruanda).
Rusesabagina compartía hogar con ocho hermanos y sus padres, eran un total de 11 personas, algo normal en aquella sociedad. Él se encontraba en la mitad, separado por seis años de su hermana mayor y por cinco años de su hermano menor. Resultado de la gran atención que recibió de su madre, se forjó una buena relación entre ambos. Es por esto que su relación se cimentó en el trabajo; se expresaban un amor mutuo por medio de miles de pequeñas acciones diarias, imperando una unión familiar africana de amplio carácter rural.
Habiendo cumplido Paul la edad de 5 años, en 1959, comenzaron los primeros litigios entre los dos grupos, produciéndose la muerte del rey Murata III Rudahigwa, quien era Tutsi y había gobernado el país durante 30 largos años. Tras su muerte los Tutsis tomaron el control del gobierno y no pasó mucho tiempo para que se produjeran las primeras revueltas y disturbios por parte de la población Hutus. Estos que luchaban por la igualdad de derechos entre los grupos étnicos, apoyados por los colonos belgas, impulsaron y declararon en el año 1961 la República de Ruanda, consolidándose esta un año después.
En esta época, ya se marco una sociedad separada donde imperaba el odio entre etnias. Era casi inevitable el conflicto que en un futuro se producira en la joven Ruanda.

### Matrimonio y formación
En septiembre de 1967 con tan solo 18 años se casó con Esther Sembeba quien había conocido mientras se bautizaba como cristiano a la edad de 13 años. Una vez contraído matrimonio, se mudan a Kigali en 1978 con sus dos hijos donde conseguiría trabajo en el Hotel Des Mille Collines gracias su amigo de la infancia Isaac Mulihano que lo invitó a trabajar allí.
Tras duros meses de trabajo, Paul destacaba en su nuevo puesto por lo que el director de dicho hotel Gerad Rossier le ofreció una beca de hostelería para seguir formándose en Nairobi los trámites para conseguir la firma del ministro por no ser Paul una persona relevante en ese momento. Durante sus meses de estancia en su nuevo destino se formó en hostelería, sobre todo en vinos y comida, más tarde lo mandaron a Suiza donde se formaría en dirección del hotel desde la contabilidad, la planificación y contratos entre otros. A pesar de crecer en su vida laboral como gerente, su relación matrimonial se iba perdiendo debido a la distancia, por lo que finalmente se separa de Esther en 1981 consiguiendo la custodia legal él sobre sus hijos Diane, Lys y Roger.
En 1987 durante una boda conoció a Tatiana que era enfermera en Ruhengeri en malas condiciones, pero gracias a los contactos de Paul, fue transferida al Hospital Central de Kigali. Gracias a ello comenzaron a conocerse y dos años más tarde se casaron y tuvieron un hijo llamado Tresor.

## Genocidio de Ruanda

### Antecedentes
Para el año 1992, fue ascendido como subdirector general del Diplomates Hotel otro hotel de lujo propiedad de la compañía belga Sabena, en este hotel de cinco estrellas acudían diplomáticos, embajadores y altos cargos tanto de África como del mundo. Pasó a la historia como el primer negro que se convirtió en director general de esta empresa.
Durante los años previos al comienzo del genocidio ya se palpaba la tensión entre los bandos Hutus y Tutsi, comenzó a crecer una radio independiente diferente al resto donde al principio ponían música y hablaban de temas corrientes, pero fue evolucionando a un arma de propaganda extremista. En ella se comentaba que el país peligraba debido a una amenaza desde dentro que había que parar. Los ciudadanos no eran conscientes de a que se referían hasta el comienzo del genocidio. (Rusesabagina, 2006, 56-58) 
Desde su posición en el hotel observaba como sus proveedores, además de comercializar a modo de contrabando con las provisiones de las que disponía en el hotel, también traficaban con machetes suministrados por los franceses, armando a los revolucionarios Hutus. También destacan los casi diarios discursos con consignas que incitaban al genocidio y a la más pura y cruda violencia contra los tutsis.

### Genocidio
Si ya los ánimos estaban bastante tensos, aunque se hablaba de un acuerdo de paz mediado por la ONU, la noche del 6 de abril de 1994 se produjo el desencadenante del genocidio. El general Juvénal Habyarimana -quien había llegado al poder con un golpe de Estado contra el entonces presidente Grégoire Kayibanda (Hutu también), en el cargo desde la declaración de independencia de 1962- fue asesinado al derribar su avión (la autoría de este acontecimiento sigue siendo un misterio) . Este suceso, intensificó la rabia y la sed de violencia de los rebeldes Hutus, que culpaba a los rebeldes tutsi del atentado. En este momento, comenzaron las sangrientas y brutales masacres, las cuales tenían como único fin exterminar a la raza tutsi y a los hutus cercanos al Frente Patriótico Ruandés, siendo un conflicto también de carácter político.
En medio del génesis de este terrible acontecimiento se encuentra Rusesabagina. Para él todo comienza cuando amenazan a sus vecinos y a su mujer, quienes poseían la condición de Tutsis. Tras producirse esto, se dispone a conducirlos hasta el hotel donde es director para protegerlos. Esta idea, que surge como medida excepcional para proteger a sus más estimados, fue cogiendo la forma de una gesta histórica, ya que, a lo largo de los días, empujado por la intensificación de la violencia, se convirtió en el refugio de cuantiosos tutsis que intentaban huir de las represalias Hutus, implorando desesperadamente un lugar seguro para sobrevivir. Paul fue el encargado no nombrado de gestionar dicha situación. Para ello se encargó de negociar con la milicia Hutu para que se mantuviese alejada de este, además, de contar con algunos cascos azules de la ONU que los protegían. A pesar de que esta organización pidiera refuerzos de los países de occidente, solo recibió por su parte ayuda para rescatar a los occidentales que se alojaban en el hotel; dejando totalmente desamparados y al borde de la muerte a la población africana.
La situación vivida en el plano internacional fue pésima, occidente decidió mirar para otro lado mientras el pueblo ruandés pedía ayuda y se exiliaba. En un inicio Bélgica ayudo con soldados a la ONU, pero pronto después los retiraría. Por el contrario, los Estados Unidos decidieron no intervenir e incluso pidió a la ONU la retirada de las tropas. (Power S., 2003)
Finalmente, el genocidio concluye oficialmente en julio de 1994 cuando el Frente Patriótico Ruandés se hace con Kigali, se establece un gobierno con el Hutu Pasteur Bizimungu como presidente y el Tutsi Paul Kagame como vicepresidente.

## Tras el genocidio
En febrero de 1995, la compañía hostelera belga para la que Paul trabajaba, se fusionaría con Swissair. No obstante, debido a la intervención del gobierno, el acuerdo inicial tuvo que romperse por dicha presión gubernamental y el propio gobierno sería el que pasaría a ser el propietario legal de la cadena de hoteles. Rusesabagina consiguió permanecer en su puesto de trabajo gracias a su encomiable labor durante el genocidio del año anterior. Mientras que Ruanda daba pasos en pos de reconstruirse y recuperarse, su mujer abrió una farmacia en el centro del pueblo para intentar seguir su vida normal.
A pesar de intentar seguir viviendo en Ruanda, la familia Rusesabagina estaba en peligro constante y recibían continuas amenazas de muerte. En una ocasión un soldado asaltó su lugar de residencia para asesinar a Paul, pero pudo escapar. Por lo que en 1996 la familia buscó asilo político pudiendo marcharse a Bélgica buscando seguridad y paz. Paul siempre ha afirmado que en su país natal le ven de dos formas, como un héroe que salvo la vida de personas inocentes. O de lo contrario, como un traidor a la patria que defendió a los enemigos del estado. 
Aunque se encontraba a miles de kilómetros de Ruanda no se sentía seguro de volver allí debido al temor que le tenía al presidente Paul Kagame por sus amenazas, tal era el miedo que en 2005 no se atrevió a ir a Kigali con su esposa y el director de la película que se había hecho sobre su historia para su estreno en su país natal.
Tras el estreno de la película "Hotel Ruanda" se da a conocer la historia de nuestro personaje, lo contrataron para que hablara alrededor del mundo sobre el genocidio. Además, creó la Fundación Hotel Ruanda Rusesabagina con el fin de evitar que se produjeran nuevos genocidios. Más tarde, publicó su autobiografía Un hombre común donde nos habla sobre el genocidio y critica al nuevo gobierno de Kagame calificándolo como “Una nación gobernada por y para el beneficio de un pequeño grupo de tutsis de élite”. Estos acontecimientos, comenzaron a enfurecer a Kagame, y además Rusesabagina lo denunció por crímenes de guerra de sus tropas durante la masacre. (Tuvo que testificar ante un tribunal de la ONU)  A partir de este preciso instante empezaron las amenazas entre ambos, ya que varios medios hablaban sobre una exageración de su papel como supuesto héroe.
En este momento empieza a salir testigos que cuestión la veracidad de los hechos que realizó Paul durante el genocidio. Se cree que el gobierno de Ruanda ha puesto en marcha una propaganda contra Paul para convencer al pueblo que lo que afirma es mentira. (Fiabla C., 2021)
Residió en Bruselas, junto a su segunda esposa Tatiana, sus cuatro hijos y dos sobrinas adoptadas, debido a que sus respectivos padres fueron asesinados por su condición Tutsi. Unos años más tarde, en 2009, se muda a Texas, en Estados Unidos, por la inseguridad que sentía en Bélgica tras ser condenado por el embajador de Ruanda estadounidense por destinar dinero al grupo rebelde del Congo oriental. (Abdi Latif Dahir, 2020). El presidente Paul Kagame estaba imponiendo represalias a todos sus opositores que difundieran un mensaje contrario a su forma de gobierno o contrarios a los Tutsis, incluso a aquellos que se habían exiliados tras el genocidio en países como Bélgica, Kenia, Gran Bretaña o Sudáfrica.

## Arresto por cargos de terrorismo y su liberación
A principios de septiembre de 2020, salta la noticia de que Rusesabagina ha sido detenido en Ruanda, por orden expresa del actual presidente de la nación Paul Kagame, Tutsi fundador del Frente Patriótico Ruandés y líder rebelde que llegó al poder tras el genocidio. Este lleva 13 años detrás de Rusesabagina con la intención de arrestarlo por supuestos asesinatos y militancia en banda terrorista. 
A Paul Ruresabagina le prepararon una emboscada, ya que él se dirigía a Burundi para hablar con un pastor llamado Niyomwungere (si bien desde Ruanda se cree que iba a visitar grupos armados en Burundi y Congo). Para la sorpresa de Rusesabagina, su vuelo aterrizó en Kigali, siendo detenido al instante. Paul ha ejercido una posición desde el exilio, desde la diplomacia, para que Ruanda consiga el cambio que necesita con una democracia.
Su detención está siendo una verdadera polémica internacionalmente, ya que podemos discernir distintos puntos de vista. Desde el Human Rights Watch se argumenta que esta viola el derecho internacional, pero sin embargo el general Nzabamwita lo niega debido a que relata que desde la inteligencia de Bélgica y la CIA se ha investigado a Paul y estaban de acuerdo con el arresto, aunque sus palabras tienen dudosa veracidad.
El 2 de octubre de 2020, se reportó que el tribunal ruandés ha denegado la petición de libertad bajo fianza para Paul Rusesabagina. La negativa viene justificada se porque se cree que puede fugarse de la justicia ruandesa. Se le sigue acusando de pertenecer a grupos organizados que cometían atrocidades consideradas como terrorismo, aunque él reconoció que solo intentaba hacer un papel diplomático. 
La única intervención internacional directa ha sido la de la ONU, exactamente Amnistía Internacional, quien apela que en el caso de que sea juzgado por los delitos que se le acusan reciba un juicio justo.
Además, la Oficina de Investigación de Ruanda lo acusa textualmente de “terrorismo, incendio intencionado, secuestro y asesinato, perpetrados contra civiles desarmados e inocentes en suelo ruandés, incluido el distrito de Nyabimata-Nyaruguru en junio de 2018 y el de Nyungwe-Nyamagabe en diciembre". Condenado a 25 años.
Las últimas noticias que se sabe en relación con la vida de Paul es que ha sido condenado el pasado 20 de octubre de 2021 a 25 años de prisión por pertenencia banda terrorista. Esta condena ha tenido respuesta internacional, por parte de la Unión Europea (la eurocámara) pide la liberación inmediata de Paul Rusesabagina, apelando a que viola los derechos humanos y la imparcialidad del juicio (Europapress, 2021). Además, la cámara pide que se garantice su integridad física y psicológica y tenga aceso a los derechos básicos.
Por último, la ONU se ha pronunciado sobre la sentencia de la justicia de Ruanda. A través de Amnistía Internacional dice: “En una declaración pública, Amnistía Internacional enumeró otras violaciones del derecho a un juicio justo, como negar inicialmente a Rusesabagina el derecho a representación letrada de su elección” (Amnistía Internacional, 2021). Ante las acusaciones internacionales el gobierno Ruanda no se ha pronunciado, por eso se sigue esperando una respuesta que mantenga los derechos fundamentales del señor Rusesabagina.
Rusesabagina fue liberado el 25 de marzo después de que el gobierno de Ruanda conmutara su condena de 25 años por cargos de terrorismo.
El opositor de 68 años, ciudadano belga con residencia permanente en Estados Unidos, se encuentra delicado de salud y aparentemente fue torturado durante los 939 días que estuvo detenido.
Tras su liberación, arribó a Catar para exámenes médicos antes de volar a Estados Unidos. Las negociaciones para su liberación empezaron a finales de 2022, y finalizaron con su liberación después de la intervención del emir de Catar ante las autoridades ruandesas, según una fuente informada.

## Paso a personaje
Nos podemos fundamentar en la película Hotel Rwanda, del año 2004, para reforzar el argumento de que se trata de un personaje histórico, bastante reconocido. La película aborda el genocidio de Ruanda de 1994, partiendo de la acción de nuestro personaje, Paul Rusesabagina, a modo de protagonista, desde su hotel. La película obtuvo una gran repercusión y se difundió por todo el mundo, cosechando un notable éxito. En consecuencia, Rusesabagina empezó a ser conocido como el “Schindler” de Ruanda; haciendo alusión a otro hecho histórico que también sería llevado a la gran pantalla, que guarda bastantes similitudes con la acción de Rusesabagina.

## Polémica en torno al heroísmo
En relación con las crecientes sospechas que se han levantado a raíz de la noticia comentada en párrafos anteriores, la figura de héroe de Paul Rusesabagina como personaje histórico se ha discutido y debatido bastante. Un sobreviviente del genocidio de Ruanda de 1994 revela lo que realmente sucedió en el famoso Hotel, en el libro Inside the Hotel Rwanda: The Surprising True Story. En este relato en primera persona, el sobreviviente Edouard Kayihura nos relata los hechos partiendo de su propia historia personal, de cómo era realmente la vida durante el tiempo pasado en este célebre hotel. Además, nos ofrece otros testimonios de personas que también sobrevivieron; testimonios muy variados: desde Hutus y Tutsis, hasta fuerzas de paz de la ONU. 
Tras el éxito internacional del Hotel Rwanda, Rusesabagina es uno de los ruandeses más conocidos de la actualidad, pero sus autores dicen que se ha convertido en el rostro de los mismos grupos de poder hutu que impulsaron el genocidio. El fiscal general de Ruanda lo acusa de ser un negacionista genocida y de financiar al grupo terrorista Fuerzas Democráticas para la Liberación de Ruanda (FDLR). Por lo tanto, este libro expone al héroe como un simpatizante del Hutu Power lucrativo y políticamente ambicioso. Lo llamativo de esta obra es la versión que ofrece, que se diferencia en varios puntos de la famosa versión que nos ha llegado, sobre todo, a través del filme Hotel Rwanda.

## Iconografía

### Filmografía
En 2004, se estrenó el filme Hotel Rwanda. Rusesabagina es el protagonista del largometraje, donde se narra su papel dentro de la recepción, cuidado y salvación de numerosos refugiados, víctimas del genocidio de Ruanda en 1994. La obra fue dirigida por Terry George y fue interpretado por Don Cheadle. La película fue candidata a tres Premios Óscar, tres Globos de Oro, un premio BAFTA y sus actores fueron candidatos a los Premios del Sindicato de Actores. A partir de este documento, se conoce en el mundo su historia y ha pasado a ser un personaje reconocido ampliamente.

### Literatura
En la producción literaria nos encontramos, en primer lugar, con su autobiografía, llamada “Un hombre corriente”. Escrita por él en 2006, narra su historia y vida en primera persona, realizando gran hincapié en el genocidio de 1994.
Por otro lado, cabe destacar que su historia fue relatada por vez primera por el autor Philip Gourevitch, en su libro “Queremos informarle de que mañana seremos asesinados con nuestras familias”. Publicado en 1998, se aborda, en forma de reportaje, el genocidio ruandés. La obra ha obtenido numerosos premios internacionales.
Desde el estreno del famoso largometraje y la publicación de la autobiografía, la cantidad de escritos sobre Rusesabagina y el genocidio ha aumentado. Sin embargo, entre todos estos, destaca Inside the Hotel Rwanda: The Surprising True Story ... and Why It Matters Today. Esta obra, publicada en 2004, está escrita por dos supervivientes del genocidio que compartieron experiencia con Rusesabagina. Valiéndose de sus propios testimonios y otros tantos de variada naturaleza, pretende criticar el heroísmo y la repercusión que ha recibido la figura de Paul Rusesabagina, destapando la verdad que ellos consideran.

## Méritos y reconocimientos[15]
- 2000 - Premio Capellanes Inmortales de la Humanidad
- 2005 - Medalla Wallenberg de la Universidad de Míchigan
- 2005 - Premio a la Libertad del Museo Nacional de Derechos Civiles
- 2005 - Medalla presidencial de la libertad
- 2007 - Doctorado honoris causa en Derecho por la Universidad de Guelph
- 2008 - Título honorario de Gustavus Adolphus College
- 2009 - Título honorario de la Universidad Loyola de Chicago , en la graduación de la Licenciatura en Artes
- 2011 - Premio Tom Lantos de Derechos Humanos de la Fundación Lantos por los Derechos Humanos y la Justicia